# Wrenn Schmidt
Wrenn Schmidt, född 1 februari 1983, är en amerikansk skådespelare.
Schmidt har bland annat medverkat i TV-serierna The Looming Tower och For All Mankind. Hon har även medverkat i filmen Nope.

## Filmografi (i urval)
- 2018 – The Looming Tower (TV-serie)
- 2019–2024 – For All Mankind (TV-serie)
- 2022 – Nope